# Der er en kridtcirkel om dit liv
Der er en kridtcirkel om dit liv er en dansk dokumentarfilm fra 1984 med instruktion og manuskript af Erik Nørgaard.

## Handling
Debatfilm om unge, det er gået skævt for på grund af alkohol og narkotikamisbrug, og som nu er på vej ud i kriminalitet.